# Chujten
Chujten eller Chujten uul (mongoliska: Хүйтэн оргил, ryska: Куйтэн-Уул, "kalla toppen") är Mongoliets högsta bergstopp, belägen i landets västra del, längs gränsen mot Kina. Toppen är på 4 374 meter över havet (tidigare 4 356) och är ständigt snötäckt. Den är en av fem toppar i Tavan Bogd-massivet, vars topp Nairamdal (4 082 m ö.h.) bildar den västra av de två trelandspunkterna mellan Ryssland, Mongoliet och Kina. Dessa två toppar sammanblandas ofta. De tre övriga topparna i Tavan Bogd är Malchin, Bürged och Olgii. Chujten, som bestegs första gången 1963 av en polsk expedition, är den näst högsta toppen i Altaj (den högsta är Belucha, 4 506 m ö.h.).